# Paran (groupe)
Pour les articles homonymes, voir Paran (homonymie).
Paran (coréen : 파란) était un boys band sud-coréen formé sous NH Media en 2005.

## Histoire
Paran est un groupe composé de cinq membres : PO, ACE, RYAN, AJ et NEO. L'initiale de chaque membre forme le mot « Paran » qui signifie « Bleu » en coréen. Les cinq membres de la bande vivaient ensemble depuis deux ans tout en étant formés dans le chant et la danse. Étant à l'aise en anglais et en japonais, le groupe a ciblé des marchés d'outre-mer depuis leurs débuts. En outre, tous les membres ont été formés dans tous les domaines de la production musicale. Les paroles de leur première chanson à succès First Love a été écrit par le poète et réalisateur Won Tae-yeon.
Il a été le premier boys band coréen à avoir enregistré leur chanson à succès First Love en thaï. Ils se sont fait reconnaître en Thaïlande mais aussi au Japon où ils ont également chanté leurs chansons en japonais.
En septembre 2010, le leader du groupe RYAN s’enrôle dans l'armée. En juin 2011, NEO fait son service militaire suivit du chanteur ACE commence en décembre 2011 son service militaire obligatoire qu'il avait reporté après que sa mère décède d'un cancer. Le 8 mars 2011, le chanteur AJ devient le deuxième membre et le rappeur principal du groupe U-KISS.
Le groupe a été officiellement dissous après que des membres avait quitté le groupe pour faire leur service militaire obligatoire et que RYAN et ACE décident alors de commencer leur carrière solo et que AJ rejoint le groupe U-KISS.

## Membres
- RYAN, de son vrai nom, Joo Jong-hyuk (라이언), né le 29 octobre 1983 (41 ans), était le leader du groupe et le chanteur principal du groupe.
- AJ (에이제이), de son vrai nom, Kim Jae-seop (김재섭), né le 4 juin 1991 (33 ans), était le rappeur principal du groupe et le maknae (plus jeune membre) du groupe. Il fait partie actuellement du groupe U-KISS.
- ACE (에이스), de son vrai nom, Choi Sung-wook (최성욱), né le 11 février 1987 (38 ans), était le chanteur secondaire du groupe. Il fait partie du sous-groupe Paran the Pace avec P.O.
- NEO (네오), de son vrai nom, Yang Seung-ho (양승호), né le 22 août 1985 (39 ans), était le chanteur secondaire du groupe.
- P.O. (피오), de son vrai nom, Lee Su-in (이수인), né le 4 septembre 1987 (37 ans), le chanteur secondaire du groupe. Il fait partie du sous-groupe Paran the Pace avec ACE.

## Discographie

### Albums studio
- 2005 : I Hold My Breath
- 2006 : Somewhere Over The Rainbow
- 2006 : Beyond The Blue Sky by Paran
- 2008 : U.R.M.S

### Singles
- 2007 : The First
- 2007 : Merry Christmas

### Musique de films et de séries télévisées
- 2006 : Erexion OST

- Light (빛)
- 2007 : I Am Sam OST

- Only Me Only Me (나만나만)

### Collaborations
- 2011 : Neverland
- 2013 : Neverland (version japonaise)